# 新音站
新音站（：／ Sineum yeok */?）曾經为韩国铁路庆全线上的一座临时车站，位于庆尚南道咸安郡伽倻邑新音里，已于1927年废止。

## 历史
- 1923年12月1日，落成使用[1]。
- 1927年6月1日，停止使用。